# John Robert Cozens

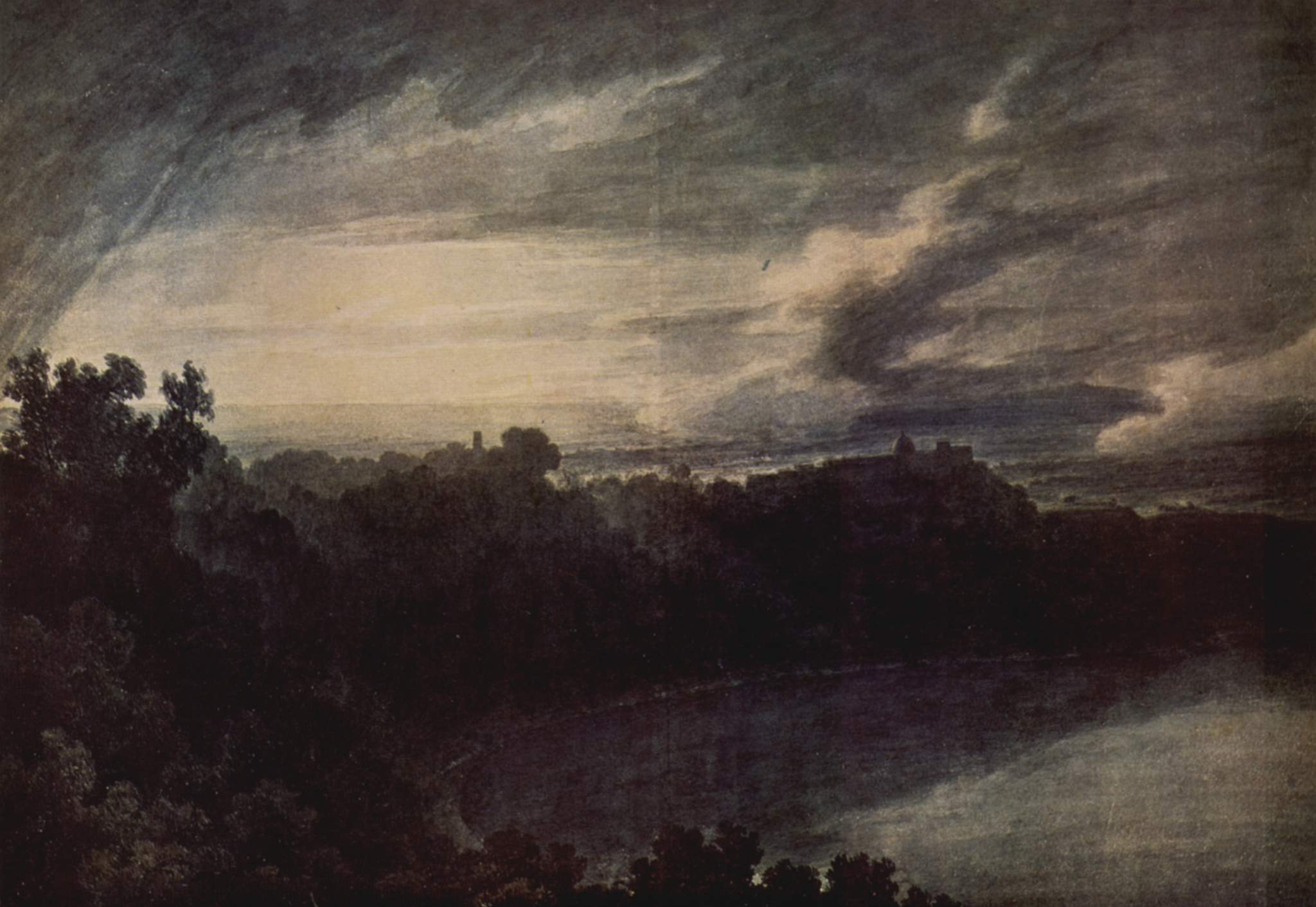
Lago Albano e Castel Gandolfo ao anoitecer, c. 1777.

John Robert Cozens (Londres, por volta de 1752 — Londres,  14 de dezembro de 1797), foi um desenhista e pintor de aquarelas inglês.

## Histórico
Filho do mestre desenhista e aquarelista russo Alexander Cozens (c. 1717-1786), John Robert Cozens nasceu em Londres. Estudou com seu pai e começou a exibir seus primeiros desenhos na Society of Artists em 1767. Em 1776, exibiu uma grande pintura a óleo na Royal Academy em Londres. Entre 1776 e 1779, passou algum tempo na Suíça e Itália, onde desenhou paisagens alpinas e italianas. Em 1779, voltou para Londres. Em 1782, fez sua segunda viagem à Itália, passando uma temporada em Nápoles. Em 1783, voltou à Inglaterra. Em 1789, publicou um conjunto de Delineations of the General Character ... of Forest Trees. Três anos antes de morrer, tornou-se lunático e recebeu ajuda do Dr. Thomas Monro. Veio a falecer, aos 45 anos de idade,  em 14 de dezembro de 1797, em Londres, cidade onde nasceu.

## Estilo
Cozens pintou aquarelas com curiosas ilusões e efeitos atmosféricos que revelam alguma influência de Thomas Girtin e J.M.W. Turner. Todavia, sua obra é cheia de poesia. Há uma grandeza solene em suas paisagens alpinas, um senso de vastidão, terna tranquilidade e um tipo de mistério na maioria de suas pinturas, deixando partes de suas obras para que a imaginação do espectador resida e pesquise. John Constable denominava-o de "o maior gênio a retratar uma paisagem". Por outro lado, Cozens nunca abandonou seu estilo primitivo, quase rudimentar, de pintura, o que faz com que muitas de suas obras pareçam-se muito com gravuras muito coloridas.